# Brady Ellison
Brady Lee Ellison (* 27. října 1988 Glendale) je americký reprezentant v lukostřelbě.
Od srpna 2011 do dubna 2013 byl v čele žebříčku Světové lukostřelecké federace. Na olympijských hrách získal v letech 2012 a 2016 stříbrné medaile v soutěži družstev a v roce 2016 bronzovou medaili v individuální soutěži. Na Mistrovství světa v lukostřelbě zvítězil venku v roce 2013 s družstvem a v roce 2019 mezi jednotlivci a v hale v letech 2009 a 2012 s družstvem. Má čtyři zlaté medaile z Panamerických her: družstva 2007 a 2011, jednotlivci 2011 a smíšená družstva 2019. Vyhrál celkové pořadí Světového poháru v lukostřelbě v letech 2010, 2011, 2014 a 2016. Na Světových hrách skončil v letech 2013 a 2017 druhý v terénní lukostřelbě. Na soutěži Vegas Shoot v roce 2020 dosáhl jako první v historii nejvyššího možného skóre 900 bodů.
Je známý pod přezdívkami The Arizona Cowboy a The Prospector. Účinkoval v televizním seriálu Bořiči mýtů.
Jeho manželkou je od roku 2016 slovinská reprezentantka v lukostřelbě Toja Ellisonová (rozená Černe). V roce 2020 se jim narodil syn.